# سيسما (جورونين)
سيسما (بالفنلندية: Sysmä) هي بحيرة متوسطة الحجم تقع في منطقة مستجمعات المياه الرئيسي فووكسي. وهي تقع في منطقة سافو الجنوبية وبلدية جورونين. سيسما هي أيضا بلدية فنلندية حيث تقع في بايات هامي.